# Thomas Wulffen
Thomas Wulffen (* 5. Februar 1954 in Bochum; † 15. April 2023 in Berlin) war ein deutscher Kunstkritiker, Journalist und Kurator. Von 2008 bis 2011 war er Präsident der deutschen Sektion der AICA.

## Werdegang
Wulffen absolvierte ein Studium der Philosophie und Linguistik an der Universität Konstanz. Seit 1982 war er tätig als Kunstrezensent für die Berliner Tageszeitung Der Tagesspiegel. Zunächst nebenberuflich lieferte er Beiträge für Fachzeitschriften wie „Kunstforum International“ (Köln), „Artscribe“ (London), „Flash Art“ (Mailand) sowie „Noema“ und „Pan“. Ab 1984 war er hauptberuflich freier Journalist und Kunstkritiker. 1987 übernahm er für das Berliner Stadtmagazins Zitty eine Aufgabe als verantwortlicher Redakteur für den Bereich Bildende Kunst, wo er zuvor freier Mitarbeiter gewesen war. Zusätzlich war er Herausgeber und Autor der Dokumentation Realkunst-Realitätskünste – Eine Begriffsbestimmung und begleitendes Material. Ab 1992 wurde er fester Berlin-Korrespondent der Kunstmagazine „Forum International“ aus Antwerpen und „Zyma“ aus Stuttgart. Zudem war er Herausgeber eines Kunstmagazins namens „below papers“ 1993–1994.
Seit den späten 1980ern übernahm Wulffen regelmäßig Aufgaben als Kurator und verfasste Katalogbeiträge. Ab 2001 war er Mitarbeiter der Berliner Seiten der FAZ und des artist kunstmagazins. Im April 2008 wurde er zum Präsidenten der deutschen Sektion der Internationalen Assoziation der Kunstkritiker AICA gewählt. Im Jahre 2011 legte er diese Funktion nieder.
Thomas Wulffen lebte und arbeitete in Berlin. Seine Brüder Christian Wulffen und Stephan Schmidt-Wulffen befassen sich ebenfalls mit Aspekten der Kunst. Wulffen starb Anfang Mai 2023 nach langer Krankheit in Berlin.

## Ausstellungsmacher (Auswahl)
- 1989
  - VU, mit Ulrike Grossarth, Ueli Etter und Eran Schaerf, Kutscherhaus, Berlin
  - D & S Ausstellung in Zusammenarbeit mit Frank Barth, Kunstverein in Hamburg
- 1990
  - Ceterum Censeo – Neues aus dem Depot, Künstlerhaus Bethanien, Berlin
  - Interferenzen – Kunst aus Berlin 1960–1990, Kurator für die Kunst der achtziger Jahre, Riga, St. Petersburg
- 1991
  - Provinz – Dissipative Strukturen vor Ort, Hochschule der Künste, Berlin
- 1992
  - Conceptual Debt – Art in Ruins, Gastkurator für die DAAD-Galerie, Berlin
  - Reziprok im Rahmen des Ausstellungsprojekts 37 Räume, Kunst-Werke Berlin
  - Kunst Heimat Kunst mit den Künstlern Raimund Kummer und Kurt Buchwald im Rahmen des Steirischen Herbst Graz, Berlin, Potsdam-Sanssouci und Graz
  - Deutschland-Kurator für die Kunstmesse Frontiera 1 ’92 Forum für Junge Kunst, Bozen, Italien
- 1993
  - Pynchon in Berlin mit Stephan Heidenreich und Simao Ferreira, Kunst-Werke Berlin
  - Stadium IX von Antonio Muntadas, Kunst-Werke Berlin
- 1994
  - Die Ecken des Lebens oder Über eine perspektivische Architektur der Wahrheit, mit Monica Bonvicini, Kunst-Werke Berlin
- 1995
  - between the fold of the shadow of any architecture, mit Chaz Pigott, Kunst-Werke Berlin
  -  * , mit Anette Begerow, Kunst-Werke Berlin
  - Malerei als Medium, mit Gunda Förster, Veronika Kellndorfer und Andrea Scrima, Neuer Berliner Kunstverein
- 1996
  - Laboratorium Berlin-Moskau, Contemporary Art Center, Moskau
  - Schinkel-Pavillon, BEMAG-Gebäude, Heinrich-Hertz-Haus, mit Fritz Balthaus, Arbeiten im öffentlichen Raum, Berlin
- 1998
  - Le Futur du Passé, LAC Sigean, FRAC Languedoc-Roussillon, Frankreich
  - Ceterum Censeo 2, Galerie im Marstall, Berlin

## Schriften (Auswahl)
- Rollenwechsel. Gesammelte Texte, LIT Verlag, Münster 2004, 214 S., ISBN 3-8258-6520-7

Herausgeber
- 2010 Dokumentation „Fiktion der Kunst der Fiktion“, Kunstforum International Band 202 und 204. Köln
- 2001 Dokumentation Der gerissene Faden – Nichtlineare Techniken in der zeitgenössischen Kunst, Kunstforum International, Köln
- 1994 Dokumentation Betriebssystem Kunst, Kunstforum International, Köln[5]
- 1990 Dokumentation Bilder aus der DDR, Kunstforum International, Köln (mit Michael Hübl)
- 1987 Dokumentation Realkunst-Realitätskünste – Eine Begriffsbestimmung und begleitendes Material Kunstforum International, Köln